# Produção de cana-de-açúcar no Rio Grande do Norte
A cana-de-açúcar foi a primeira economia que o estado conheceu, quando colonizadores pernambucanos ligados a Jerônimo de Albuquerque Maranhão criaram o primeiro engenho de açúcar, o Engenho Cunhaú, no início do século XVIII. Na segunda década deste mesmo século, surgiria a segunda unidade produtora de açúcar, o Engenho Ferreiro Torto. Com a atividade canavieira estabelecia no litoral de Natal, inicia-se a ocupação do litoral norte, através dos rios Piranhas-Açu e Apodi-Mossoró e através dos referidos rios, ocorre a penetração para os vales do Piranhas-Açu e Apodi-Mossoró.
Outra frente de ocupação do território estadual foi a criação de gado, que chega a penetrar no sertão, tendo origem no norte da Bahia e, através do Rio São Francisco e de seus afluentes, como o Pajeú e o Brígida, atingiu o rio Piranhas-Açu no seu alto curso na Paraíba e chega ao Seridó, implantando as primeiras fazendas de criar gado no sertão norte-riograndense. O Rio Grande do Norte se manteve pouco povoado até o século XVIII, pois sua área de cultivo de cana no litoral úmido era territorialmente pouco expressiva e as atividades do criatório de gado, no sertão, requeriam um contingente pequeno de trabalhadores.
A cana-de-açúcar, portanto, produz um espaço que vai se diferenciar daquele usado pelos indígenas, representado pelas áreas de cultivo de cana, pelo engenho onde a mesma era transformada em açúcar, pela Casa Grande, a senzala e os espaços de escoamento dessa produção - o porto. A economia canavieira inaugura alguns elementos estruturais que se reproduzem até hoje e são apontados como causa da nossa pobreza. É o caso da concentração da terra. Naquele momento, elas eram doadas em forma de "Sesmaria" a pessoas influentes junto ao Rei de Portugal ou aos donatários, que faziam as doações de extensas áreas de terras onde novos proprietários ou sesmeiros, obrigavam-se ocupá-las, explorá-las, criando assim as condições para o povoamento.
Sesmeiros e posseiros, portanto, ao dominar a riqueza maior - a terra - formaram uma sociedade elitista e dividida em classes sociais, onde o poder econômico e paramilitar é exercido pelo proprietário das terras, os senhores de engenho, que organizavam as vilas, povoados e cidades e passam a exercer também o poder político, votando e sendo votados para os cargos e funções políticas como as Câmaras Municipais e as Intendências. As atividades econômicas ligadas à produção do açúcar geraram relações de trabalho escravista aparentemente contraditórias à expansão do Capitalismo mercantil, pois permitiam o trabalho forçado (o trabalho escravo), que criava as condições para uma acumulação primitiva por parte dos senhores de engenhos e uma acumulação mercantil na metrópole, no caso Portugal e nos países europeus que tinham influência sobre a economia portuguesa.
Mas não possibilitavam a criação de um mercado interno, já que os trabalhadores não eram assalariados. A produção do açúcar requisitava um contigente enorme de trabalhadores, que por conta da exclusividade das terras para o plantio de cana buscavam os seus alimentos fora do engenho, através dos roçados de milho, mandioca, cultivados por trabalhadores livres, mas principalmente o gado bovino que, além de fornecer a carne, o leite e o queijo, também era usado para puxar moendas e carroças nos engenhos primitivos. Os registros do século XIX demonstravam uma expansão dessa atividade canavieira, já que em 1845 existiam no Estado 43 engenhos e 93 engenhocas. Esses dados são acrescidos em 1861, quando são registrados 174 engenhos, assim distribuídos: 44 em Ceará-Mirim, 33 em São José do Mipibu, 27 em São Gonçalo do Amarante, 27 em Nísia Floresta, oito em Goianinha, doze em Canguaretama, seis em Touros e sete em Natal.
| Ano            | 1847   | 1851   | 1854   | 1859    | 1861    |
| Arroba (15 kg) | 11.304 | 35.511 | 80.749 | 350.000 | 700.000 |
| -------------- | ------ | ------ | ------ | ------- | ------- |